# Élections départementales de 2021 dans les Bouches-du-Rhône
Les élections départementales de 2021 dans les Bouches-du-Rhône ont lieu les 20 et 27 juin. La droite, menée par Martine Vassal (LR), remporte à nouveau une majorité au conseil départemental.

## Contexte départemental

### Assemblée départementale sortante
Avant les élections, le conseil départemental des Bouches-du-Rhône est présidé par Martine Vassal (LR). Il comprend 58 conseillers départementaux issus des 29 cantons des Bouches-du-Rhône (deux par canton).
| Présidente du Conseil départemental  |       |       |      |                                           |
| Martine Vassal (LR)                  |       |       |      |                                           |
| Parti                                | Sigle | Sigle | Élus | Groupes                                   |
| Majorité (34 sièges)                 |       |       |      |                                           |
| Les Républicains                     |       | LR    | 24   | Un département gagnant                    |
| Union des démocrates et indépendants |       | UDI   | 7    | Un département gagnant                    |
| Divers droite                        |       | DVD   | 1    | Un département gagnant                    |
| Divers gauche                        |       | DVG   | 1    | Socialistes, républicains et indépendants |
| Divers droite                        |       | DVD   | 1    | Non-inscrit                               |
| Minorité (3 sièges)                  |       |       |      |                                           |
| La Force du 13                       |       | LFD13 | 2    | Élus indépendants                         |
| Mouvement des progressistes          |       | MDP   | 1    | Élus indépendants                         |
| Opposition (21 sièges)               |       |       |      |                                           |
| Parti socialiste                     |       | PS    | 5    | Socialistes, républicains et indépendants |
| Divers gauche                        |       | DVG   | 3    | Socialistes, républicains et indépendants |
| Parti socialiste                     |       | PS    | 3    | Socialiste écologiste                     |
| Europe Écologie Les Verts            |       | EÉLV  | 2    | Socialiste écologiste                     |
| Territoires de progrès               |       | TdP   | 2    | Socialiste écologiste                     |
| Parti communiste français            |       | PCF   | 5    | Communiste et partenaires                 |
| Debout la France                     |       | DLF   | 1    | Non-inscrite                              |

## Système électoral
Les élections ont lieu au scrutin majoritaire binominal à deux tours. Le système est paritaire : les candidatures sont présentées sous la forme d'un binôme composé d'une femme et d'un homme avec leurs suppléants (une femme et un homme également).
Pour être élu au premier tour, un binôme doit obtenir la majorité absolue des suffrages exprimés et un nombre de suffrages au moins égal à 25 % des électeurs inscrits. Si aucun binôme n'est élu au premier tour, seuls peuvent se présenter au second tour les binômes qui ont obtenu un nombre de suffrages au moins égal à 12,5 % des électeurs inscrits, sans possibilité pour les binômes de fusionner. Est élu au second tour le binôme qui obtient le plus grand nombre de voix.

## Résultats à l'échelle du département

### Résultats par nuances du ministère de l'Intérieur
Les nuances utilisées par le ministère de l'Intérieur ne tiennent pas compte des alliances locales.
| Binômes                  | Binômes                             | Binômes                  | Premier tour | Premier tour | Premier tour | Second tour | Second tour   | Second tour | Total | +/-           |  |
| Binômes                  | Binômes                             | Binômes                  | Voix         | %            | Sièges       | Voix        | %             | Sièges      | Total | +/-           |  |
| ------------------------ | ----------------------------------- | ------------------------ | ------------ | ------------ | ------------ | ----------- | ------------- | ----------- | ----- | ------------- |  |
|                          | Rassemblement national              | RN                       | 129 359      | 29,95        | 0            | 141 909     | 30,81         | 2           | 2     | en stagnation |  |
|                          | Union au centre et à droite         | UCD                      | 121 385      | 28,10        | 0            | 182 084     | 39,53         | 32          | 32    | Nv.           |  |
|                          | Union à gauche avec des écologistes | UGE                      | 76 360       | 17,68        | 0            | 58 852      | 12,78         | 10          | 10    | Nv.           |  |
|                          | Divers gauche                       | DVG                      | 18 003       | 4,17         | 0            | 21 401      | 4,65          | 4           | 4     | 2             |  |
|                          | Divers centre                       | DVC                      | 16 736       | 3,87         | 0            | 21 936      | 4,76          | 4           | 4     | Nv.           |  |
|                          | Union à gauche                      | UG                       | 11 852       | 2,74         | 0            | 6 476       | 1,41          | 0           | 0     | 6             |  |
|                          | La République en marche             | REM                      | 10 695       | 2,48         | 0            | 18 275      | 3,97          | 4           | 4     | Nv.           |  |
|                          | Parti communiste français           | COM                      | 7 296        | 1,69         | 0            | 9 642       | 2,09          | 2           | 2     | 2             |  |
|                          | Écologistes                         | ECO                      | 20 687       | 4,79         | 0            |             |               |             | 0     | en stagnation |  |
|                          | La France insoumise                 | FI                       | 6 917        | 1,60         | 0            | 0           | en stagnation |             |       |               |  |
|                          | Divers                              | DIV                      | 5 248        | 1,21         | 0            | 0           | en stagnation |             |       |               |  |
|                          | Union à droite                      | UD                       | 3 846        | 0,89         | 0            | 0           | 32            |             |       |               |  |
|                          | Divers droite                       | DVD                      | 803          | 0,19         | 0            | 0           | en stagnation |             |       |               |  |
|                          | Extrême gauche                      | EXG                      | 682          | 0,16         | 0            | 0           | en stagnation |             |       |               |  |
|                          | Extrême droite                      | EXD                      | 189          | 0,04         | 0            | 0           | en stagnation |             |       |               |  |
|                          |                                     |                          |              |              |              |             |               |             |       |               |  |
| Suffrages exprimés       | Suffrages exprimés                  | Suffrages exprimés       | 431 960      | 96,16        |              | 460 575     | 93,60         |             |       |               |  |
| Votes blancs             | Votes blancs                        | Votes blancs             | 10 785       | 2,40         | 21 492       | 4,37        |               |             |       |               |  |
| Votes nuls               | Votes nuls                          | Votes nuls               | 6 453        | 1,44         | 9 995        | 2,03        |               |             |       |               |  |
| Total                    | Total                               | Total                    | 449 198      | 100          | 0            | 492 062     | 100           | 58          | 58    | en stagnation |  |
| Abstentions              | Abstentions                         | Abstentions              | 935 608      | 67,56        |              | 893 071     | 64,48         |             |       |               |  |
| Inscrits / participation | Inscrits / participation            | Inscrits / participation | 1 384 806    | 32,44        | 1 385 133    | 35,52       |               |             |       |               |  |

### Assemblée départementale élue
Le 1er juillet 2021, Martine Vassal est réélue présidente du conseil départemental[réf. nécessaire].
| Présidente du Conseil départemental  |       |       |      |                                          |
| Martine Vassal (LR)                  |       |       |      |                                          |
| Parti                                | Sigle | Sigle | Élus | Groupes                                  |
| Majorité (43 sièges)                 |       |       |      |                                          |
| Les Républicains                     |       | LR    | 25   | Provence Unie                            |
| Divers gauche                        |       | DVG   | 6    | Provence Unie                            |
| Divers droite                        |       | DVD   | 4    | Provence Unie                            |
| La République en marche              |       | LREM  | 2    | Provence Unie                            |
| Mouvement démocrate                  |       | MoDem | 1    | Provence Unie                            |
| Union des démocrates et indépendants |       | UDI   | 2    | Provence Unie                            |
| Agir                                 |       | Agir  | 1    | Provence Unie                            |
| Génération écologie                  |       | GE    | 1    | Provence Unie                            |
| Parti radical de gauche              |       | PRG   | 1    | Provence Unie                            |
| Opposition (15 sièges)               |       |       |      | Provence Unie                            |
| Parti socialiste                     |       | PS    | 7    | Union de gauche, écologiste et citoyenne |
| Parti communiste français            |       | PCF   | 3    | Union de gauche, écologiste et citoyenne |
| Gauche républicaine et socialiste    |       | GRS   | 1    | Union de gauche, écologiste et citoyenne |
| Europe Écologie Les Verts            |       | EÉLV  | 1    | Union de gauche, écologiste et citoyenne |
| Rassemblement national               |       | RN    | 2    | Rassemblement national                   |
| Parti socialiste                     |       | PS    | 1    | Non-inscrit                              |

### Élus par canton
La gauche poursuit son érosion dans le département, en perdant Arles, Gardanne, Marseille-5 et Marseille-6 (gagné par le Rassemblement national), avec pour seule consolation le gain de Marseille-11. La République en marche (alliée aux centristes) effectue une percée spectaculaire à Aix-en-Provence, en remportant les deux cantons au détriment des Républicains.
| Canton              | Conseiller Sortant    | Parti | Parti | Conseiller élu               | Parti | Parti |
| ------------------- | --------------------- | ----- | ----- | ---------------------------- | ----- | ----- |
| Aix-en-Provence-1   | Jean-Pierre Bouvet    |       | LR    | Cyrille Blint                |       | Agir  |
| Aix-en-Provence-1   | Brigitte Devésa       |       | UDI   | Anne Rudisuhli               |       | LREM  |
| Aix-en-Provence-2   | Danièle Brunet        |       | UDI   | Laurence Angeletti           |       | LREM  |
| Aix-en-Provence-2   | Jean-Marc Perrin      |       | DVD   | Jean-Marc Perrin             |       | DVD   |
| Allauch             | Bruno Genzana         |       | UDI   | Lionel de Cala               |       | LR    |
| Allauch             | Véronique Miquelly    |       | LR    | Véronique Miquelly           |       | LR    |
| Arles               | Nicolas Koukas        |       | PCF   | Martial Alvarez              |       | DVG   |
| Arles               | Aurore Raoux          |       | PCF   | Mandy Graillon               |       | DVD   |
| Aubagne             | Sylvia Barthélémy     |       | UDI   | Judith Dossemont             |       | UDI   |
| Aubagne             | Gérard Gazay          |       | LR    | Gérard Gazay                 |       | LR    |
| Berre-l'Étang       | Christiane Pujol      |       | DLF   | Julie Arias                  |       | LR    |
| Berre-l'Étang       | Jean-Marie Verani     |       | LR    | Yannick Guérin               |       | LR    |
| Châteaurenard       | Corinne Chabaud       |       | LR    | Corinne Chabaud              |       | LR    |
| Châteaurenard       | Lucien Limousin       |       | LR    | Lucien Limousin              |       | LR    |
| La Ciotat           | Roland Giberti        |       | LR    | Patrick Ghigonetto           |       | DVD   |
| La Ciotat           | Danielle Milon        |       | LR    | Danielle Milon               |       | LR    |
| Gardanne            | Rosy Inaudi           |       | EÉLV  | Agnès Amiel                  |       | LR    |
| Gardanne            | Claude Jorda          |       | PCF   | Hervé Granier                |       | LR    |
| Istres              | Nicole Joulia         |       | PS    | Nicole Joulia                |       | PS    |
| Istres              | René Raimondi         |       | PS    | Jean Hetsch                  |       | PS    |
| Marignane           | Valérie Guarino       |       | LR    | Valérie Guarino              |       | LR    |
| Marignane           | Éric Le Dissès        |       | LR    | Éric Le Dissès               |       | LR    |
| Marseille-1         | Benoît Payan          |       | PS    | Benoît Payan                 |       | PS    |
| Marseille-1         | Michèle Rubirola      |       | EÉLV  | Sophie Camard                |       | GRS   |
| Marseille-2         | Jean-Noël Guérini     |       | LFD13 | Anthony Krehmeier            |       | PS    |
| Marseille-2         | Lisette Narducci      |       | LFD13 | Nouriati Djambaé             |       | EÉLV  |
| Marseille-3         | Henri Jibrayel        |       | TdP   | Sébastien Jibrayel           |       | PS    |
| Marseille-3         | Josette Sportiello    |       | PS    | Josette Sportiello           |       | PS    |
| Marseille-4         | Rebia Benarioua       |       | PS    | Azad Kazandjian              |       | PS    |
| Marseille-4         | Anne Di Marino        |       | PS    | Samia Ghali                  |       | DVG   |
| Marseille-5         | Haouaria Hadj-Chikh   |       | MdP   | Nora Preziosi                |       | LR    |
| Marseille-5         | Denis Rossi           |       | DVG   | Denis Rossi                  |       | DVG   |
| Marseille-6         | Christophe Masse      |       | TdP   | Sandrine d'Angio             |       | RN    |
| Marseille-6         | Geneviève Tranchida   |       | PS    | Cédric Dudieuzère            |       | RN    |
| Marseille-7         | Marine Pustorino      |       | LR    | Marine Pustorino             |       | LR    |
| Marseille-7         | Maurice Rey           |       | UDI   | Frédéric Collart             |       | LR    |
| Marseille-8         | Sylvie Carrega        |       | LR    | Alison Devaux                |       | MoDem |
| Marseille-8         | Thierry Santelli      |       | LR    | Thierry Santelli             |       | LR    |
| Marseille-9         | Laure-Agnès Caradec   |       | LR    | Laure-Agnès Caradec          |       | LR    |
| Marseille-9         | Didier Réault         |       | LR    | Didier Réault                |       | LR    |
| Marseille-10        | Lionel Royer-Perreaut |       | LR    | Lionel Royer-Perreaut        |       | LR    |
| Marseille-10        | Martine Vassal        |       | LR    | Martine Vassal               |       | LR    |
| Marseille-11        | Solange Biaggi        |       | LR    | Audrey Garino                |       | PCF   |
| Marseille-11        | Maurice Di Nocera     |       | UDI   | Yannick Ohanessian           |       | PS    |
| Marseille-12        | Sabine Bernasconi     |       | LR    | Sabine Bernasconi            |       | LR    |
| Marseille-12        | Yves Moraine          |       | LR    | Yves Moraine                 |       | LR    |
| Martigues           | Gérard Frau           |       | PCF   | Gérard Frau                  |       | PCF   |
| Martigues           | Évelyne Santoru-Joly  |       | PCF   | Magali Giorgetti             |       | PCF   |
| Pélissanne          | Hélène Gente-Ceaglio  |       | DVG   | Hélène Gente-Ceaglio         |       | DVG   |
| Pélissanne          | Jacky Gérard          |       | DVG   | Jacky Gérard                 |       | DVG   |
| Salon-de-Provence-1 | Marie-Pierre Callet   |       | LR    | Marie-Pierre Callet          |       | LR    |
| Salon-de-Provence-1 | Henri Pons            |       | UDI   | Henri Pons                   |       | UDI   |
| Salon-de-Provence-2 | Martine Amselem       |       | DVG   | Martine Amselem              |       | DVG   |
| Salon-de-Provence-2 | Yves Vidal            |       | PRG   | Yves Vidal                   |       | PRG   |
| Trets               | Jean-Claude Féraud    |       | LR    | Arnaud Mercier               |       | LR    |
| Trets               | Patricia Saez         |       | LR    | Béatrice Bonfillon-Chiavassa |       | DVD   |
| Vitrolles           | Richard Mallié        |       | LR    | Richard Mallié               |       | LR    |
| Vitrolles           | Sandra Saloum-Dalbin  |       | LR    | Amapola Ventron              |       | GÉ    |

## Résultats par canton
Les binômes sont présentés par ordre décroissant des résultats au premier tour. En cas de victoire au second tour du binôme arrivé en deuxième place au premier, ses résultats sont indiqués en gras.

### Canton d'Aix-en-Provence-1
| Candidats                | Candidats                | Partis                   | Nuance                   | Premier tour | Premier tour | Second tour | Second tour |
| Candidats                | Candidats                | Partis                   | Nuance                   | Voix         | %            | Voix        | %           |
| ------------------------ | ------------------------ | ------------------------ | ------------------------ | ------------ | ------------ | ----------- | ----------- |
|                          | Paul Pascual             | EÉLV                     | UGE                      | 4 628        | 28,78        | 6 641       | 41,53       |
|                          | Laure Surroca            | G.s                      | UGE                      | 4 628        | 28,78        | 6 641       | 41,53       |
|                          | Cyrille Blint            | Agir                     | REM                      | 4 102        | 25,51        | 9 350       | 58,47       |
|                          | Anne Rudisuhli           | LREM                     | REM                      | 4 102        | 25,51        | 9 350       | 58,47       |
|                          | Brigitte Devésa          | UDI                      | UCD                      | 3 939        | 24,49        |             |             |
|                          | Michael Zazoun           | LR                       | UCD                      | 3 939        | 24,49        |             |             |
|                          | Virginie Merlin          | RN                       | RN                       | 3 412        | 21,22        |             |             |
|                          | Michel Rey               | RN                       | RN                       | 3 412        | 21,22        |             |             |
|                          |                          |                          |                          |              |              |             |             |
| Suffrages exprimés       | Suffrages exprimés       | Suffrages exprimés       | Suffrages exprimés       | 16 081       | 97,20        | 15 991      | 85,85       |
| Votes blancs             | Votes blancs             | Votes blancs             | Votes blancs             | 289          | 1,75         | 1 894       | 10,17       |
| Votes nuls               | Votes nuls               | Votes nuls               | Votes nuls               | 174          | 1,05         | 742         | 3,98        |
| Total                    | Total                    | Total                    | Total                    | 16 544       | 100          | 18 627      | 100         |
| Abstention               | Abstention               | Abstention               | Abstention               | 32 387       | 66,19        | 30 357      | 61,97       |
| Inscrits / participation | Inscrits / participation | Inscrits / participation | Inscrits / participation | 48 931       | 33,81        | 48 984      | 38,03       |

### Canton d'Aix-en-Provence-2
| Candidats                | Candidats                | Partis                   | Nuance                   | Premier tour | Premier tour | Second tour | Second tour |
| Candidats                | Candidats                | Partis                   | Nuance                   | Voix         | %            | Voix        | %           |
| ------------------------ | ------------------------ | ------------------------ | ------------------------ | ------------ | ------------ | ----------- | ----------- |
|                          | Laurence Angeletti       | LREM                     | REM                      | 2 947        | 24,96        | 8 925       | 69,82       |
|                          | Jean-Marc Perrin         | DVD                      | REM                      | 2 947        | 24,96        | 8 925       | 69,82       |
|                          | Nathalie Chevillard      | RN                       | RN                       | 2 830        | 23,97        | 3 858       | 30,18       |
|                          | Yannick Decara           | RN                       | RN                       | 2 830        | 23,97        | 3 858       | 30,18       |
|                          | Pierre Spano             | PCF                      | UG                       | 2 234        | 18,92        |             |             |
|                          | Éva Talha                | PS                       | UG                       | 2 234        | 18,92        |             |             |
|                          | Francis Taulan           | LR                       | UCD                      | 2 066        | 17,50        |             |             |
|                          | Karima Zerkani-Raynal    | LR                       | UCD                      | 2 066        | 17,50        |             |             |
|                          | Odile Miribel            | ÉCO                      | ECO                      | 1 081        | 9,16         |             |             |
|                          | Dominique Sassoon        | ÉCO                      | ECO                      | 1 081        | 9,16         |             |             |
|                          | Guillaume Dalla Costa    | LFI                      | FI                       | 578          | 4,90         |             |             |
|                          | Anne-Sophie Herrewyn     | DVG                      | FI                       | 578          | 4,90         |             |             |
|                          | Rodolph Castel           | DIV                      | DIV                      | 70           | 0,59         |             |             |
|                          | Nadine Lemoine           | DIV                      | DIV                      | 70           | 0,59         |             |             |
|                          |                          |                          |                          |              |              |             |             |
| Suffrages exprimés       | Suffrages exprimés       | Suffrages exprimés       | Suffrages exprimés       | 11 806       | 96,70        | 12 783      | 93,01       |
| Votes blancs             | Votes blancs             | Votes blancs             | Votes blancs             | 257          | 2,11         | 698         | 5,08        |
| Votes nuls               | Votes nuls               | Votes nuls               | Votes nuls               | 146          | 1,20         | 263         | 1,91        |
| Total                    | Total                    | Total                    | Total                    | 12 209       | 100          | 13 744      | 100         |
| Abstention               | Abstention               | Abstention               | Abstention               | 29 178       | 70,50        | 27 654      | 66,80       |
| Inscrits / participation | Inscrits / participation | Inscrits / participation | Inscrits / participation | 41 387       | 29,50        | 41 398      | 33,20       |

### Canton d'Allauch
| Candidats                | Candidats                | Partis                   | Nuance                   | Premier tour | Premier tour | Second tour | Second tour |
| Candidats                | Candidats                | Partis                   | Nuance                   | Voix         | %            | Voix        | %           |
| ------------------------ | ------------------------ | ------------------------ | ------------------------ | ------------ | ------------ | ----------- | ----------- |
|                          | Lionel de Cala           | LR                       | UCD                      | 9 433        | 44,83        | 14 783      | 65,82       |
|                          | Véronique Miquelly       | LR                       | UCD                      | 9 433        | 44,83        | 14 783      | 65,82       |
|                          | José Gonzalez            | RN                       | RN                       | 6 653        | 31,62        | 7 677       | 34,18       |
|                          | Christiane Ponnavoy      | RN                       | RN                       | 6 653        | 31,62        | 7 677       | 34,18       |
|                          | Muriel Henry-Ricard      | DVG                      | UGE                      | 4 442        | 21,11        |             |             |
|                          | Patrick Pin              | DVG                      | UGE                      | 4 442        | 21,11        |             |             |
|                          | Lucie Desblancs          | DVD                      | DVD                      | 512          | 2,43         |             |             |
|                          | Matthias Giraudon        | DVD                      | DVD                      | 512          | 2,43         |             |             |
|                          |                          |                          |                          |              |              |             |             |
| Suffrages exprimés       | Suffrages exprimés       | Suffrages exprimés       | Suffrages exprimés       | 21 040       | 96,95        | 22 460      | 95,49       |
| Votes blancs             | Votes blancs             | Votes blancs             | Votes blancs             | 429          | 1,98         | 712         | 3,03        |
| Votes nuls               | Votes nuls               | Votes nuls               | Votes nuls               | 233          | 1,07         | 349         | 1,48        |
| Total                    | Total                    | Total                    | Total                    | 21 702       | 100          | 23 521      | 100         |
| Abstention               | Abstention               | Abstention               | Abstention               | 35 581       | 62,29        | 34 046      | 59,14       |
| Inscrits / participation | Inscrits / participation | Inscrits / participation | Inscrits / participation | 57 553       | 37,71        | 57 567      | 40,86       |

### Canton d'Arles
| Candidats                | Candidats                | Partis                   | Nuance                   | Premier tour | Premier tour | Second tour | Second tour |
| Candidats                | Candidats                | Partis                   | Nuance                   | Voix         | %            | Voix        | %           |
| ------------------------ | ------------------------ | ------------------------ | ------------------------ | ------------ | ------------ | ----------- | ----------- |
|                          | Martial Alvarez          | DVG                      | DVC                      | 6 325        | 39,93        | 10 434      | 61,70       |
|                          | Mandy Graillon           | DVD                      | DVC                      | 6 325        | 39,93        | 10 434      | 61,70       |
|                          | Nicolas Koukas           | PCF                      | UG                       | 4 319        | 27,27        | 6 476       | 38,30       |
|                          | Aurore Raoux             | PCF                      | UG                       | 4 319        | 27,27        | 6 476       | 38,30       |
|                          | Enzo Allias-Blanes       | RN                       | RN                       | 3 529        | 22,28        |             |             |
|                          | Alexia Flayol            | RN                       | RN                       | 3 529        | 22,28        |             |             |
|                          | Stéphane Charmasson      | DIV                      | ECO                      | 1 234        | 7,79         |             |             |
|                          | Sylvia Lepesant          | DIV                      | ECO                      | 1 234        | 7,79         |             |             |
|                          | Myriam Ghedjati          | LFI                      | FI                       | 433          | 2,73         |             |             |
|                          | Laurent Roussel          | LFI                      | FI                       | 433          | 2,73         |             |             |
|                          |                          |                          |                          |              |              |             |             |
| Suffrages exprimés       | Suffrages exprimés       | Suffrages exprimés       | Suffrages exprimés       | 15 840       | 97,36        | 16 910      | 94,64       |
| Votes blancs             | Votes blancs             | Votes blancs             | Votes blancs             | 202          | 1,24         | 545         | 3,05        |
| Votes nuls               | Votes nuls               | Votes nuls               | Votes nuls               | 228          | 1,40         | 413         | 2,31        |
| Total                    | Total                    | Total                    | Total                    | 16 270       | 100          | 17 868      | 100         |
| Abstention               | Abstention               | Abstention               | Abstention               | 29 550       | 64,49        | 27 956      | 61,01       |
| Inscrits / participation | Inscrits / participation | Inscrits / participation | Inscrits / participation | 45 820       | 35,51        | 45 824      | 38,99       |

### Canton d'Aubagne
| Candidats                | Candidats                | Partis                   | Nuance                   | Premier tour | Premier tour | Second tour | Second tour |
| Candidats                | Candidats                | Partis                   | Nuance                   | Voix         | %            | Voix        | %           |
| ------------------------ | ------------------------ | ------------------------ | ------------------------ | ------------ | ------------ | ----------- | ----------- |
|                          | Judith Dossemont         | UDI                      | UCD                      | 5 377        | 37,50        | 5 996       | 57,46       |
|                          | Gérard Gazay             | LR                       | UCD                      | 5 377        | 37,50        | 5 996       | 57,46       |
|                          | Soumicha Draoui          | EÉLV                     | UGE                      | 4 554        | 31,76        | 6 659       | 42,54       |
|                          | Yves Mesnard             | DVG                      | UGE                      | 4 554        | 31,76        | 6 659       | 42,54       |
|                          | Michèle Bougearel        | RN                       | RN                       | 3 811        | 26,58        |             |             |
|                          | Sébastien Forbin         | RN                       | RN                       | 3 811        | 26,58        |             |             |
|                          | Ahmed Cheriet            | LFI                      | FI                       | 595          | 4,15         |             |             |
|                          | Jessica Sabatini         | LFI                      | FI                       | 595          | 4,15         |             |             |
|                          |                          |                          |                          |              |              |             |             |
| Suffrages exprimés       | Suffrages exprimés       | Suffrages exprimés       | Suffrages exprimés       | 14 337       | 98,86        | 15 655      | 93,58       |
| Votes blancs             | Votes blancs             | Votes blancs             | Votes blancs             | 353          | 0,79         | 763         | 4,56        |
| Votes nuls               | Votes nuls               | Votes nuls               | Votes nuls               | 155          | 0,35         | 311         | 1,86        |
| Total                    | Total                    | Total                    | Total                    | 14 845       | 100          | 16 729      | 100         |
| Abstention               | Abstention               | Abstention               | Abstention               | 30 055       | 66,94        | 28 179      | 62,75       |
| Inscrits / participation | Inscrits / participation | Inscrits / participation | Inscrits / participation | 44 900       | 33,06        | 44 908      | 34,86       |

### Canton de Berre-l'Étang
| Candidats                | Candidats                | Partis                   | Nuance                   | Premier tour | Premier tour | Second tour | Second tour |
| Candidats                | Candidats                | Partis                   | Nuance                   | Voix         | %            | Voix        | %           |
| ------------------------ | ------------------------ | ------------------------ | ------------------------ | ------------ | ------------ | ----------- | ----------- |
|                          | Antoine Baudino          | RN                       | RN                       | 6 569        | 38,26        | 7 676       | 41,13       |
|                          | Marjorie Schneider       | RN                       | RN                       | 6 569        | 38,26        | 7 676       | 41,13       |
|                          | Julie Arias              | LR                       | UCD                      | 5 844        | 34,04        | 10 988      | 58,87       |
|                          | Yannick Guerin           | LR                       | UCD                      | 5 844        | 34,04        | 10 988      | 58,87       |
|                          | Sylvie Baldaquin         | ÉCO                      | ECO                      | 2 059        | 11,99        |             |             |
|                          | Philippe Chabanon        | GE                       | ECO                      | 2 059        | 11,99        |             |             |
|                          | Rosy Inaudi              | EÉLV                     | UGE                      | 1 988        | 11,58        |             |             |
|                          | Michel Frate             | PCF                      | UGE                      | 1 988        | 11,58        |             |             |
|                          | Isabelle Chauvin         | LFI                      | FI                       | 709          | 4,13         |             |             |
|                          | Jean-Luc Platon          | LFI                      | FI                       | 709          | 4,13         |             |             |
|                          |                          |                          |                          |              |              |             |             |
| Suffrages exprimés       | Suffrages exprimés       | Suffrages exprimés       | Suffrages exprimés       | 17 169       | 95,79        | 18 664      | 94,81       |
| Votes blancs             | Votes blancs             | Votes blancs             | Votes blancs             | 506          | 2,82         | 690         | 3,51        |
| Votes nuls               | Votes nuls               | Votes nuls               | Votes nuls               | 248          | 1,38         | 332         | 1,69        |
| Total                    | Total                    | Total                    | Total                    | 17 923       | 100          | 19 686      | 100         |
| Abstention               | Abstention               | Abstention               | Abstention               | 36 875       | 67,29        | 35 137      | 64,09       |
| Inscrits / participation | Inscrits / participation | Inscrits / participation | Inscrits / participation | 54 798       | 32,71        | 54 823      | 35,91       |

### Canton de Châteaurenard
| Candidats                | Candidats                | Partis                   | Nuance                   | Premier tour | Premier tour | Second tour | Second tour |
| Candidats                | Candidats                | Partis                   | Nuance                   | Voix         | %            | Voix        | %           |
| ------------------------ | ------------------------ | ------------------------ | ------------------------ | ------------ | ------------ | ----------- | ----------- |
|                          | Corinne Chabaud          | LR                       | UCD                      | 6 321        | 35,73        | 10 700      | 56,88       |
|                          | Lucien Limousin          | LR                       | UCD                      | 6 321        | 35,73        | 10 700      | 56,88       |
|                          | Chantal Alex             | RN                       | RN                       | 5 816        | 32,87        | 8 111       | 43,12       |
|                          | Jean-Guillaume Remise    | RN                       | RN                       | 5 816        | 32,87        | 8 111       | 43,12       |
|                          | Jean-Christophe Daudet   | DVC                      | DVC                      | 3 793        | 21,44        |             |             |
|                          | Laurie Pons              | DVC                      | DVC                      | 3 793        | 21,44        |             |             |
|                          | Valérie Laupies          | LS                       | DSV                      | 1 281        | 7,24         |             |             |
|                          | Thomas Martin            | LS                       | DSV                      | 1 281        | 7,24         |             |             |
|                          | Jean-Marc Fortané        | DIV                      | DIV                      | 481          | 2,72         |             |             |
|                          | Géraldine Ginoux         | DIV                      | DIV                      | 481          | 2,72         |             |             |
|                          |                          |                          |                          |              |              |             |             |
| Suffrages exprimés       | Suffrages exprimés       | Suffrages exprimés       | Suffrages exprimés       | 17 692       | 94,57        | 18 811      | 94,14       |
| Votes blancs             | Votes blancs             | Votes blancs             | Votes blancs             | 664          | 3,55         | 676         | 3,38        |
| Votes nuls               | Votes nuls               | Votes nuls               | Votes nuls               | 351          | 1,88         | 496         | 2,48        |
| Total                    | Total                    | Total                    | Total                    | 18 707       | 100          | 19 983      | 100         |
| Abstention               | Abstention               | Abstention               | Abstention               | 33 460       | 64,14        | 32 208      | 61,71       |
| Inscrits / participation | Inscrits / participation | Inscrits / participation | Inscrits / participation | 52 167       | 35,86        | 52 191      | 38,29       |

### Canton de La Ciotat
| Candidats                | Candidats                | Partis                   | Nuance                   | Premier tour | Premier tour | Second tour | Second tour |
| Candidats                | Candidats                | Partis                   | Nuance                   | Voix         | %            | Voix        | %           |
| ------------------------ | ------------------------ | ------------------------ | ------------------------ | ------------ | ------------ | ----------- | ----------- |
|                          | Patrick Ghigonetto       | DVD                      | UCD                      | 8 319        | 42,13        | 13 180      | 62,85       |
|                          | Danielle Milon           | LR                       | UCD                      | 8 319        | 42,13        | 13 180      | 62,85       |
|                          | Hervé Itrac              | RN                       | RN                       | 6 576        | 33,30        | 7 792       | 37,15       |
|                          | Marie-Lousie Scibilia    | RN                       | RN                       | 6 576        | 33,30        | 7 792       | 37,15       |
|                          | Antonio Delogu           | PS                       | UGE                      | 4 853        | 24,57        |             |             |
|                          | Sylvie Fardella          | PCF                      | UGE                      | 4 853        | 24,57        |             |             |
|                          |                          |                          |                          |              |              |             |             |
| Suffrages exprimés       | Suffrages exprimés       | Suffrages exprimés       | Suffrages exprimés       | 19 748       | 96,23        | 20 972      | 93,89       |
| Votes blancs             | Votes blancs             | Votes blancs             | Votes blancs             | 511          | 2,49         | 930         | 4,16        |
| Votes nuls               | Votes nuls               | Votes nuls               | Votes nuls               | 263          | 1,28         | 435         | 1,95        |
| Total                    | Total                    | Total                    | Total                    | 20 522       | 100          | 22 337      | 100         |
| Abstention               | Abstention               | Abstention               | Abstention               | 40 301       | 66,26        | 38 486      | 63,28       |
| Inscrits / participation | Inscrits / participation | Inscrits / participation | Inscrits / participation | 60 823       | 33,74        | 60 823      | 36,72       |

### Canton de Gardanne
| Candidats                | Candidats                    | Partis                   | Nuance                   | Premier tour | Premier tour | Second tour | Second tour |
| Candidats                | Candidats                    | Partis                   | Nuance                   | Voix         | %            | Voix        | %           |
| ------------------------ | ---------------------------- | ------------------------ | ------------------------ | ------------ | ------------ | ----------- | ----------- |
|                          | Agnès Amiel                  | LR                       | UCD                      | 5 715        | 34,52        | 10 155      | 59,64       |
|                          | Hervé Granier                | LR                       | UCD                      | 5 715        | 34,52        | 10 155      | 59,64       |
|                          | Chantal Cruveiller-Giacalone | RN                       | RN                       | 5 543        | 33,48        | 6 872       | 40,36       |
|                          | Maximilien Fusone            | RN                       | RN                       | 5 543        | 33,48        | 6 872       | 40,36       |
|                          | Amélie Barbey                | PCF                      | UG                       | 5 299        | 32,00        |             |             |
|                          | André Molino                 | PCF                      | UG                       | 5 299        | 32,00        |             |             |
|                          |                              |                          |                          |              |              |             |             |
| Suffrages exprimés       | Suffrages exprimés           | Suffrages exprimés       | Suffrages exprimés       | 16 557       | 96,06        | 17 027      | 92,84       |
| Votes blancs             | Votes blancs                 | Votes blancs             | Votes blancs             | 423          | 2,45         | 889         | 4,85        |
| Votes nuls               | Votes nuls                   | Votes nuls               | Votes nuls               | 256          | 1,49         | 425         | 2,32        |
| Total                    | Total                        | Total                    | Total                    | 17 236       | 100          | 18 341      | 100         |
| Abstention               | Abstention                   | Abstention               | Abstention               | 33 996       | 66,36        | 32 903      | 64,21       |
| Inscrits / participation | Inscrits / participation     | Inscrits / participation | Inscrits / participation | 51 232       | 33,64        | 51 244      | 35,79       |

### Canton d'Istres
| Candidats                | Candidats                | Partis                   | Nuance                   | Premier tour | Premier tour | Second tour | Second tour |
| Candidats                | Candidats                | Partis                   | Nuance                   | Voix         | %            | Voix        | %           |
| ------------------------ | ------------------------ | ------------------------ | ------------------------ | ------------ | ------------ | ----------- | ----------- |
|                          | Jean Hetsch              | PS                       | DVG                      | 8 302        | 49,97        | 11 951      | 65,96       |
|                          | Nicole Joulia            | PS                       | DVG                      | 8 302        | 49,97        | 11 951      | 65,96       |
|                          | Sandrine Lambert         | RN                       | RN                       | 5 004        | 30,12        | 6 168       | 34,04       |
|                          | Valentin Rebuffat        | RN                       | RN                       | 5 004        | 30,12        | 6 168       | 34,04       |
|                          | Alain Arezki             | EÉLV                     | ECO                      | 1 529        | 9,20         |             |             |
|                          | Nathalie Sirben          | EÉLV                     | ECO                      | 1 529        | 9,20         |             |             |
|                          | Monique Cisello          | MoDem                    | DVC                      | 1 104        | 6,65         |             |             |
|                          | Jean Fayolle             | LREM                     | DVC                      | 1 104        | 6,65         |             |             |
|                          | Magali Deleidi           | LFI                      | FI                       | 674          | 4,06         |             |             |
|                          | Philippe Sénégas         | LFI                      | FI                       | 674          | 4,06         |             |             |
|                          |                          |                          |                          |              |              |             |             |
| Suffrages exprimés       | Suffrages exprimés       | Suffrages exprimés       | Suffrages exprimés       | 16 613       | 95,59        | 18 119      | 95,37       |
| Votes blancs             | Votes blancs             | Votes blancs             | Votes blancs             | 464          | 2,67         | 528         | 2,78        |
| Votes nuls               | Votes nuls               | Votes nuls               | Votes nuls               | 302          | 1,74         | 351         | 1,85        |
| Total                    | Total                    | Total                    | Total                    | 17 379       | 100          | 18 998      | 100         |
| Abstention               | Abstention               | Abstention               | Abstention               | 30 492       | 63,70        | 28 881      | 60,32       |
| Inscrits / participation | Inscrits / participation | Inscrits / participation | Inscrits / participation | 47 871       | 36,30        | 47 879      | 39,68       |

### Canton de Marignane
| Candidats                | Candidats                | Partis                   | Nuance                   | Premier tour | Premier tour | Second tour | Second tour |
| Candidats                | Candidats                | Partis                   | Nuance                   | Voix         | %            | Voix        | %           |
| ------------------------ | ------------------------ | ------------------------ | ------------------------ | ------------ | ------------ | ----------- | ----------- |
|                          | Valérie Guarino          | LR                       | UCD                      | 8 153        | 42,08        | 13 374      | 62,06       |
|                          | Éric Le Dissès           | LR                       | UCD                      | 8 153        | 42,08        | 13 374      | 62,06       |
|                          | Adrien Aléo              | RN                       | RN                       | 6 554        | 33,83        | 8 176       | 37,94       |
|                          | Laure Chevalier          | RN                       | RN                       | 6 554        | 33,83        | 8 176       | 37,94       |
|                          | Ariane Lombardi          | PCF                      | UGE                      | 2 830        | 14,61        |             |             |
|                          | Patrice Philip           | PS                       | UGE                      | 2 830        | 14,61        |             |             |
|                          | Fabien Chanuc            | LREM                     | REM                      | 1 547        | 7,98         |             |             |
|                          | Céline Volfinger         | TdP                      | REM                      | 1 547        | 7,98         |             |             |
|                          | Jean-François Marza      | DVD                      | DVD                      | 291          | 1,50         |             |             |
|                          | Emmanuelle Puechegut     | DVD                      | DVD                      | 291          | 1,50         |             |             |
|                          |                          |                          |                          |              |              |             |             |
| Suffrages exprimés       | Suffrages exprimés       | Suffrages exprimés       | Suffrages exprimés       | 19 375       | 96,33        | 21 550      | 95,18       |
| Votes blancs             | Votes blancs             | Votes blancs             | Votes blancs             | 553          | 2,75         | 814         | 3,60        |
| Votes nuls               | Votes nuls               | Votes nuls               | Votes nuls               | 186          | 0,92         | 278         | 1,23        |
| Total                    | Total                    | Total                    | Total                    | 20 114       | 100          | 22 642      | 100         |
| Abstention               | Abstention               | Abstention               | Abstention               | 43 497       | 68,38        | 40 980      | 64,41       |
| Inscrits / participation | Inscrits / participation | Inscrits / participation | Inscrits / participation | 63 611       | 31,62        | 63 622      | 35,59       |

### Canton de Marseille-1
| Candidats                | Candidats                | Partis                   | Nuance                   | Premier tour | Premier tour | Second tour | Second tour |
| Candidats                | Candidats                | Partis                   | Nuance                   | Voix         | %            | Voix        | %           |
| ------------------------ | ------------------------ | ------------------------ | ------------------------ | ------------ | ------------ | ----------- | ----------- |
|                          | Sophie Camard            | GRS                      | UGE                      | 6 122        | 49,80        | 9 701       | 75,71       |
|                          | Benoît Payan             | PS                       | UGE                      | 6 122        | 49,80        | 9 701       | 75,71       |
|                          | Marcel Leroux            | RN                       | RN                       | 2 314        | 18,83        | 3 113       | 24,29       |
|                          | Hélène Valette           | RN                       | RN                       | 2 314        | 18,83        | 3 113       | 24,29       |
|                          | Bertrand Chambin         | ÉCO                      | ECO                      | 1 151        | 9,36         |             |             |
|                          | Ghanima Sadoun           | ÉCO                      | ECO                      | 1 151        | 9,36         |             |             |
|                          | Bernard Borgialli        | LFI                      | FI                       | 945          | 7,69         |             |             |
|                          | Kalila Sevin             | LFI                      | FI                       | 945          | 7,69         |             |             |
|                          | Michel Sarrochi          | Agir                     | REM                      | 899          | 7,31         |             |             |
|                          | Malika Torchi            | LREM                     | REM                      | 899          | 7,31         |             |             |
|                          | Béatrice Grimaudo        | DVD                      | DIV                      | 621          | 5,05         |             |             |
|                          | Alain Persia             | DVD                      | DIV                      | 621          | 5,05         |             |             |
|                          | Martine Dupuy            | POID                     | EXG                      | 240          | 1,95         |             |             |
|                          | Nicolas Ensenat          | POID                     | EXG                      | 240          | 1,95         |             |             |
|                          |                          |                          |                          |              |              |             |             |
| Suffrages exprimés       | Suffrages exprimés       | Suffrages exprimés       | Suffrages exprimés       | 12 292       | 95,82        | 12 814      | 93,58       |
| Votes blancs             | Votes blancs             | Votes blancs             | Votes blancs             | 342          | 2,67         | 588         | 4,29        |
| Votes nuls               | Votes nuls               | Votes nuls               | Votes nuls               | 194          | 1,51         | 291         | 2,13        |
| Total                    | Total                    | Total                    | Total                    | 12 828       | 100          | 13 693      | 100         |
| Abstention               | Abstention               | Abstention               | Abstention               | 27 780       | 68,41        | 26 928      | 66,29       |
| Inscrits / participation | Inscrits / participation | Inscrits / participation | Inscrits / participation | 40 608       | 31,59        | 40 621      | 33,71       |

### Canton de Marseille-2
| Candidats                | Candidats                | Partis                   | Nuance                   | Premier tour | Premier tour | Second tour | Second tour |
| Candidats                | Candidats                | Partis                   | Nuance                   | Voix         | %            | Voix        | %           |
| ------------------------ | ------------------------ | ------------------------ | ------------------------ | ------------ | ------------ | ----------- | ----------- |
|                          | Nouriati Djambae         | EÉLV                     | UGE                      | 2 041        | 29,14        | 4 255       | 56,85       |
|                          | Anthony Krehmeier        | PS                       | UGE                      | 2 041        | 29,14        | 4 255       | 56,85       |
|                          | Solange Biaggi           | LR                       | UCD                      | 1 622        | 23,16        | 3 229       | 43,15       |
|                          | Martin Carvalho          | DVD                      | UCD                      | 1 622        | 23,16        | 3 229       | 43,15       |
|                          | Jeanne Marti             | RN                       | RN                       | 1 530        | 21,85        |             |             |
|                          | Jean-Claude Mattei       | RN                       | RN                       | 1 530        | 21,85        |             |             |
|                          | Nassera Benmarnia        | DVG                      | DVG                      | 748          | 10,68        |             |             |
|                          | Stéphane Coppey          | DVG                      | DVG                      | 748          | 10,68        |             |             |
|                          | Karim Khelfaoui          | LFI                      | FI                       | 515          | 7,35         |             |             |
|                          | Katia Yakoubi            | LFI                      | FI                       | 515          | 7,35         |             |             |
|                          | Ahcène Dekhil            | DIV                      | DIV                      | 322          | 4,60         |             |             |
|                          | Mélodie Lemuet           | DIV                      | DIV                      | 322          | 4,60         |             |             |
|                          | Marie-Claude Bruguière   | DVD                      | DIV                      | 225          | 3,21         |             |             |
|                          | Jean-Michel Ferrer       | DVD                      | DIV                      | 225          | 3,21         |             |             |
|                          |                          |                          |                          |              |              |             |             |
| Suffrages exprimés       | Suffrages exprimés       | Suffrages exprimés       | Suffrages exprimés       | 7 003        | 95,81        | 7 484       | 90,21       |
| Votes blancs             | Votes blancs             | Votes blancs             | Votes blancs             | 179          | 2,45         | 566         | 6,82        |
| Votes nuls               | Votes nuls               | Votes nuls               | Votes nuls               | 127          | 1,74         | 246         | 2,97        |
| Total                    | Total                    | Total                    | Total                    | 7 309        | 100          | 8 296       | 100         |
| Abstention               | Abstention               | Abstention               | Abstention               | 23 472       | 76,25        | 22 495      | 73,06       |
| Inscrits / participation | Inscrits / participation | Inscrits / participation | Inscrits / participation | 30 781       | 23,75        | 30 791      | 26,94       |

### Canton de Marseille-3
| Candidats                | Candidats                | Partis                   | Nuance                   | Premier tour | Premier tour | Second tour | Second tour |
| Candidats                | Candidats                | Partis                   | Nuance                   | Voix         | %            | Voix        | %           |
| ------------------------ | ------------------------ | ------------------------ | ------------------------ | ------------ | ------------ | ----------- | ----------- |
|                          | Sophie Grech             | RN                       | RN                       | 2 094        | 30,68        | 2 735       | 35,39       |
|                          | Arezki Selloum           | RN                       | RN                       | 2 094        | 30,68        | 2 735       | 35,39       |
|                          | Sébastien Jibrayel       | PS                       | UGE                      | 1 804        | 26,43        | 4 994       | 64,61       |
|                          | Josette Sportiello       | PS                       | UGE                      | 1 804        | 26,43        | 4 994       | 64,61       |
|                          | Ouali Brinis             | LFI                      | DVG                      | 1 170        | 17,14        |             |             |
|                          | Valérie Diamanti         | PCF                      | DVG                      | 1 170        | 17,14        |             |             |
|                          | Rachid Tighilt           | DVG                      | DVG                      | 855          | 12,53        |             |             |
|                          | Tida-Tassadit Yahiaoui   | DVG                      | DVG                      | 855          | 12,53        |             |             |
|                          | Raymond Deleria          | UDI                      | UCD                      | 586          | 8,58         |             |             |
|                          | Djamila Saïd             | LR                       | UCD                      | 586          | 8,58         |             |             |
|                          | Souhila Larabi           | POID                     | EXG                      | 160          | 2,34         |             |             |
|                          | Stéphane Pernice         | POID                     | EXG                      | 160          | 2,34         |             |             |
|                          | Mourad Abbad             | PP                       | DIV                      | 157          | 2,30         |             |             |
|                          | Nadia Timricht           | PP                       | DIV                      | 157          | 2,30         |             |             |
|                          |                          |                          |                          |              |              |             |             |
| Suffrages exprimés       | Suffrages exprimés       | Suffrages exprimés       | Suffrages exprimés       | 6 826        | 95,47        | 7 729       | 93,40       |
| Votes blancs             | Votes blancs             | Votes blancs             | Votes blancs             | 198          | 2,77         | 354         | 4,28        |
| Votes nuls               | Votes nuls               | Votes nuls               | Votes nuls               | 126          | 1,76         | 192         | 2,32        |
| Total                    | Total                    | Total                    | Total                    | 7 150        | 100          | 8 275       | 100         |
| Abstention               | Abstention               | Abstention               | Abstention               | 24 331       | 77,29        | 23 222      | 73,73       |
| Inscrits / participation | Inscrits / participation | Inscrits / participation | Inscrits / participation | 31 481       | 22,71        | 31 497      | 26,27       |

### Canton de Marseille-4
| Candidats                | Candidats                | Partis                   | Nuance                   | Premier tour | Premier tour | Second tour | Second tour |
| Candidats                | Candidats                | Partis                   | Nuance                   | Voix         | %            | Voix        | %           |
| ------------------------ | ------------------------ | ------------------------ | ------------------------ | ------------ | ------------ | ----------- | ----------- |
|                          | Paul Charpentier         | RN                       | RN                       | 2 169        | 33,74        | 2 953       | 39,20       |
|                          | Caroline Sicard          | RN                       | RN                       | 2 169        | 33,74        | 2 953       | 39,20       |
|                          | Samia Ghali              | DVG                      | UGE                      | 1 778        | 27,66        | 4 580       | 60,80       |
|                          | Azad Kazandjian          | PS                       | UGE                      | 1 778        | 27,66        | 4 580       | 60,80       |
|                          | Josepha Colin            | LR                       | UCD                      | 981          | 15,26        |             |             |
|                          | Ahmed Jaoui              | LR                       | UCD                      | 981          | 15,26        |             |             |
|                          | Rebia Benarioua          | DVG                      | DVG                      | 783          | 12,18        |             |             |
|                          | Anne Di Marino           | DVG                      | DVG                      | 783          | 12,18        |             |             |
|                          | Jean-Philippe Saisse     | DVC                      | REM                      | 428          | 6,66         |             |             |
|                          | Rachida Tir              | LREM                     | REM                      | 428          | 6,66         |             |             |
|                          | Boualam Aksil            | SE                       | DIV                      | 196          | 3,05         |             |             |
|                          | Imane Chabni             | SE                       | DIV                      | 196          | 3,05         |             |             |
|                          | Julie Besse              | SE                       | DIV                      | 94           | 1,46         |             |             |
|                          | Mehdi Elamine            | SE                       | DIV                      | 94           | 1,46         |             |             |
|                          |                          |                          |                          |              |              |             |             |
| Suffrages exprimés       | Suffrages exprimés       | Suffrages exprimés       | Suffrages exprimés       | 6 429        | 95,09        | 7 533       | 94,14       |
| Votes blancs             | Votes blancs             | Votes blancs             | Votes blancs             | 191          | 2,83         | 302         | 3,77        |
| Votes nuls               | Votes nuls               | Votes nuls               | Votes nuls               | 141          | 2,09         | 167         | 2,09        |
| Total                    | Total                    | Total                    | Total                    | 6 761        | 100          | 8 002       | 100         |
| Abstention               | Abstention               | Abstention               | Abstention               | 25 913       | 79,31        | 24 683      | 75,52       |
| Inscrits / participation | Inscrits / participation | Inscrits / participation | Inscrits / participation | 32 674       | 20,69        | 32 685      | 24,48       |

### Canton de Marseille-5
| Candidats                | Candidats                | Partis                   | Nuance                   | Premier tour | Premier tour | Second tour | Second tour |
| Candidats                | Candidats                | Partis                   | Nuance                   | Voix         | %            | Voix        | %           |
| ------------------------ | ------------------------ | ------------------------ | ------------------------ | ------------ | ------------ | ----------- | ----------- |
|                          | Gisèle Lelouis           | RN                       | RN                       | 2 933        | 33,47        | 3 606       | 37,00       |
|                          | Didier Monti             | RN                       | RN                       | 2 933        | 33,47        | 3 606       | 37,00       |
|                          | Nora Preziosi            | LR                       | UCD                      | 2 330        | 26,59        | 6 141       | 63,00       |
|                          | Denis Rossi              | DVG                      | UCD                      | 2 330        | 26,59        | 6 141       | 63,00       |
|                          | Antoine Cortes           | PS                       | UGE                      | 2 147        | 24,50        |             |             |
|                          | Haouaria Hadj-Chikh      | MDP                      | UGE                      | 2 147        | 24,50        |             |             |
|                          | Marc Lavergne            | LREM                     | REM                      | 772          | 8,81         |             |             |
|                          | Elisabeth Said           | MoDem                    | REM                      | 772          | 8,81         |             |             |
|                          | Mohamed Bensaada         | LFI                      | FI                       | 471          | 5,37         |             |             |
|                          | Bénédicte Gomis          | LFI                      | FI                       | 471          | 5,37         |             |             |
|                          | Joseph Torres            | SE                       | DIV                      | 111          | 1,27         |             |             |
|                          | Siham Touchami           | SE                       | DIV                      | 111          | 1,27         |             |             |
|                          |                          |                          |                          |              |              |             |             |
| Suffrages exprimés       | Suffrages exprimés       | Suffrages exprimés       | Suffrages exprimés       | 8 764        | 95,49        | 9 747       | 93,37       |
| Votes blancs             | Votes blancs             | Votes blancs             | Votes blancs             | 238          | 2,59         | 459         | 4,40        |
| Votes nuls               | Votes nuls               | Votes nuls               | Votes nuls               | 176          | 1,92         | 233         | 2,23        |
| Total                    | Total                    | Total                    | Total                    | 9 178        | 100          | 10 439      | 100         |
| Abstention               | Abstention               | Abstention               | Abstention               | 27 601       | 75,05        | 26 354      | 71,63       |
| Inscrits / participation | Inscrits / participation | Inscrits / participation | Inscrits / participation | 36 779       | 24,95        | 36 793      | 28,37       |

### Canton de Marseille-6
| Candidats                | Candidats                  | Partis                   | Nuance                   | Premier tour | Premier tour | Second tour | Second tour |
| Candidats                | Candidats                  | Partis                   | Nuance                   | Voix         | %            | Voix        | %           |
| ------------------------ | -------------------------- | ------------------------ | ------------------------ | ------------ | ------------ | ----------- | ----------- |
|                          | Sandrine d'Angio           | RN                       | RN                       | 4 902        | 43,65        | 6 881       | 53,86       |
|                          | Cédric Dudieuzère          | RN                       | RN                       | 4 902        | 43,65        | 6 881       | 53,86       |
|                          | Hassen Hammou              | EÉLV                     | UGE                      | 2 218        | 19,75        | 5 895       | 46,14       |
|                          | Muriel Jardon              | EÉLV                     | UGE                      | 2 218        | 19,75        | 5 895       | 46,14       |
|                          | Christophe Masse           | TdP                      | DVG                      | 2 131        | 18,97        |             |             |
|                          | Geneviève Tranchida        | DVG                      | DVG                      | 2 131        | 18,97        |             |             |
|                          | Cécilia Roure-Scognamiglio | LR                       | UCD                      | 1 980        | 17,63        |             |             |
|                          | Jean-Maurice Saal          | LR                       | UCD                      | 1 980        | 17,63        |             |             |
|                          |                            |                          |                          |              |              |             |             |
| Suffrages exprimés       | Suffrages exprimés         | Suffrages exprimés       | Suffrages exprimés       | 11 231       | 95,68        | 12 776      | 93,26       |
| Votes blancs             | Votes blancs               | Votes blancs             | Votes blancs             | 313          | 2,67         | 655         | 4,78        |
| Votes nuls               | Votes nuls                 | Votes nuls               | Votes nuls               | 194          | 1,65         | 269         | 1,96        |
| Total                    | Total                      | Total                    | Total                    | 11 738       | 100          | 13 700      | 100         |
| Abstention               | Abstention                 | Abstention               | Abstention               | 31 776       | 73,02        | 29 832      | 68,53       |
| Inscrits / participation | Inscrits / participation   | Inscrits / participation | Inscrits / participation | 43 514       | 26,98        | 43 532      | 31,47       |

### Canton de Marseille-7
| Candidats                | Candidats                | Partis                   | Nuance                   | Premier tour | Premier tour | Second tour | Second tour |
| Candidats                | Candidats                | Partis                   | Nuance                   | Voix         | %            | Voix        | %           |
| ------------------------ | ------------------------ | ------------------------ | ------------------------ | ------------ | ------------ | ----------- | ----------- |
|                          | Monique Griseti          | RN                       | RN                       | 6 136        | 34,24        | 7 622       | 39,11       |
|                          | Franck Liquori           | RN                       | RN                       | 6 136        | 34,24        | 7 622       | 39,11       |
|                          | Frédéric Collart         | LR                       | UCD                      | 5 727        | 31,96        | 11 868      | 60,89       |
|                          | Marine Pustorino         | LR                       | UCD                      | 5 727        | 31,96        | 11 868      | 60,89       |
|                          | Delphine Frenoux         | EÉLV                     | UGE                      | 3 831        | 21,38        |             |             |
|                          | Raphaël Michel           | EÉLV                     | UGE                      | 3 831        | 21,38        |             |             |
|                          | Patrick Filosa           | UCE                      | ECO                      | 1 603        | 8,95         |             |             |
|                          | Joséphine Russo          | UCE                      | ECO                      | 1 603        | 8,95         |             |             |
|                          | Marie Salducci           | DLF                      | DSV                      | 621          | 3,47         |             |             |
|                          | Robert Zarikian          | DLF                      | DSV                      | 621          | 3,47         |             |             |
|                          |                          |                          |                          |              |              |             |             |
| Suffrages exprimés       | Suffrages exprimés       | Suffrages exprimés       | Suffrages exprimés       | 17 918       | 96,19        | 19 490      | 93,57       |
| Votes blancs             | Votes blancs             | Votes blancs             | Votes blancs             | 461          | 2,47         | 951         | 4,57        |
| Votes nuls               | Votes nuls               | Votes nuls               | Votes nuls               | 248          | 1,33         | 388         | 1,86        |
| Total                    | Total                    | Total                    | Total                    | 18 627       | 100          | 20 829      | 100         |
| Abstention               | Abstention               | Abstention               | Abstention               | 38 197       | 67,22        | 35 989      | 63,34       |
| Inscrits / participation | Inscrits / participation | Inscrits / participation | Inscrits / participation | 56 824       | 32,78        | 56 818      | 36,66       |

### Canton de Marseille-8
| Candidats                | Candidats                | Partis                   | Nuance                   | Premier tour | Premier tour | Second tour | Second tour |
| Candidats                | Candidats                | Partis                   | Nuance                   | Voix         | %            | Voix        | %           |
| ------------------------ | ------------------------ | ------------------------ | ------------------------ | ------------ | ------------ | ----------- | ----------- |
|                          | Gabriel Bendayan         | RN                       | RN                       | 4 222        | 38,05        | 5 473       | 42,91       |
|                          | Éléonore Bez             | RN                       | RN                       | 4 222        | 38,05        | 5 473       | 42,91       |
|                          | Alison Devaux            | MoDem                    | UCD                      | 3 207        | 28,90        | 7 282       | 57,09       |
|                          | Thierry Santelli         | LR                       | UCD                      | 3 207        | 28,90        | 7 282       | 57,09       |
|                          | Frédérique Audibert      | PCF                      | UGE                      | 1 327        | 11,96        |             |             |
|                          | Gérard Oreggia           | PS                       | UGE                      | 1 327        | 11,96        |             |             |
|                          | Thierry Dartron          | GE                       | ECO                      | 674          | 6,07         |             |             |
|                          | Nadia Vella              | GE                       | ECO                      | 674          | 6,07         |             |             |
|                          | Aïcha Hattab             | PP                       | DIV                      | 515          | 4,64         |             |             |
|                          | Arnaud Tomei             | PP                       | DIV                      | 515          | 4,64         |             |             |
|                          | Franck-Othmane Gord      | LFI                      | FI                       | 487          | 4,39         |             |             |
|                          | Meriem Lalidji           | LFI                      | FI                       | 487          | 4,39         |             |             |
|                          | Caroline Gora            | UCE                      | ECO                      | 475          | 4,28         |             |             |
|                          | Daniel Seidenbinder      | UCE                      | ECO                      | 475          | 4,28         |             |             |
|                          | Laurent Comas            | AR                       | EXD                      | 189          | 1,70         |             |             |
|                          | Karine Harouche          | AR                       | EXD                      | 189          | 1,70         |             |             |
|                          |                          |                          |                          |              |              |             |             |
| Suffrages exprimés       | Suffrages exprimés       | Suffrages exprimés       | Suffrages exprimés       | 11 096       | 95,82        | 12 755      | 93,86       |
| Votes blancs             | Votes blancs             | Votes blancs             | Votes blancs             | 303          | 2,62         | 591         | 4,35        |
| Votes nuls               | Votes nuls               | Votes nuls               | Votes nuls               | 181          | 1,56         | 244         | 1,80        |
| Total                    | Total                    | Total                    | Total                    | 11 580       | 100          | 13 590      | 100         |
| Abstention               | Abstention               | Abstention               | Abstention               | 34 677       | 74,97        | 32 659      | 70,62       |
| Inscrits / participation | Inscrits / participation | Inscrits / participation | Inscrits / participation | 46 257       | 25,03        | 46 249      | 29,38       |

### Canton de Marseille-9
| Candidats                | Candidats                | Partis                   | Nuance                   | Premier tour | Premier tour | Second tour | Second tour |
| Candidats                | Candidats                | Partis                   | Nuance                   | Voix         | %            | Voix        | %           |
| ------------------------ | ------------------------ | ------------------------ | ------------------------ | ------------ | ------------ | ----------- | ----------- |
|                          | Laure-Agnès Caradec      | LR                       | UCD                      | 5 647        | 33,54        | 11 430      | 64,55       |
|                          | Didier Réault            | LR                       | UCD                      | 5 647        | 33,54        | 11 430      | 64,55       |
|                          | Bernard Marandat         | RN                       | RN                       | 5 204        | 30,91        | 6 277       | 35,45       |
|                          | Hélène Tourame           | RN                       | RN                       | 5 204        | 30,91        | 6 277       | 35,45       |
|                          | Sophie Guérard           | DVG                      | UGE                      | 4 049        | 24,05        |             |             |
|                          | Hervé Menchon            | EÉLV                     | UGE                      | 4 049        | 24,05        |             |             |
|                          | Laurent Camera           | ÉCO                      | ECO                      | 1 083        | 6,43         |             |             |
|                          | Annette Placide          | ÉCO                      | ECO                      | 1 083        | 6,43         |             |             |
|                          | Ange Mikolan             | UCE                      | ECO                      | 574          | 3,41         |             |             |
|                          | Faustine Thibaud         | UCE                      | ECO                      | 574          | 3,41         |             |             |
|                          | Victor-Hugo Espinosa     | PP                       | DIV                      | 280          | 1,66         |             |             |
|                          | Dona Richard             | PP                       | DIV                      | 280          | 1,66         |             |             |
|                          |                          |                          |                          |              |              |             |             |
| Suffrages exprimés       | Suffrages exprimés       | Suffrages exprimés       | Suffrages exprimés       | 16 837       | 95,40        | 17 707      | 92,88       |
| Votes blancs             | Votes blancs             | Votes blancs             | Votes blancs             | 416          | 2,36         | 834         | 4,37        |
| Votes nuls               | Votes nuls               | Votes nuls               | Votes nuls               | 396          | 2,24         | 523         | 2,74        |
| Total                    | Total                    | Total                    | Total                    | 17 649       | 100          | 19 064      | 100         |
| Abstention               | Abstention               | Abstention               | Abstention               | 32 852       | 65,05        | 31 444      | 62,26       |
| Inscrits / participation | Inscrits / participation | Inscrits / participation | Inscrits / participation | 50 501       | 33,34        | 50 508      | 37,74       |

### Canton de Marseille-10
| Candidats                | Candidats                  | Partis                   | Nuance                   | Premier tour | Premier tour | Second tour | Second tour |
| Candidats                | Candidats                  | Partis                   | Nuance                   | Voix         | %            | Voix        | %           |
| ------------------------ | -------------------------- | ------------------------ | ------------------------ | ------------ | ------------ | ----------- | ----------- |
|                          | Lionel Royer-Perreaut      | LR                       | UCD                      | 7 167        | 45,93        | 11 467      | 68,48       |
|                          | Martine Vassal             | LR                       | UCD                      | 7 167        | 45,93        | 11 467      | 68,48       |
|                          | Richard Dubreuil           | RN                       | RN                       | 4 455        | 28,55        | 5 279       | 31,52       |
|                          | Antonella Lavarese         | RN                       | RN                       | 4 455        | 28,55        | 5 279       | 31,52       |
|                          | Jean-Pierre Cochet         | PP                       | UGE                      | 2 795        | 17,91        |             |             |
|                          | Sylvie Hermant             | DVG                      | UGE                      | 2 795        | 17,91        |             |             |
|                          | Rémi Bourgarel             | UCE                      | ECO                      | 899          | 5,76         |             |             |
|                          | Florence de Larochelambert | UCE                      | ECO                      | 899          | 5,76         |             |             |
|                          | Christophe Hugon           | PP                       | DIV                      | 179          | 1,15         |             |             |
|                          | Simone Perié               | PP                       | DIV                      | 179          | 1,15         |             |             |
|                          | Audrey Berard              | DIV                      | DIV                      | 108          | 0,69         |             |             |
|                          | Loik Kemoun                | DIV                      | DIV                      | 108          | 0,69         |             |             |
|                          |                            |                          |                          |              |              |             |             |
| Suffrages exprimés       | Suffrages exprimés         | Suffrages exprimés       | Suffrages exprimés       | 15 603       | 96,97        | 16 746      | 94,24       |
| Votes blancs             | Votes blancs               | Votes blancs             | Votes blancs             | 289          | 1,80         | 701         | 3,94        |
| Votes nuls               | Votes nuls                 | Votes nuls               | Votes nuls               | 198          | 1,23         | 323         | 1,82        |
| Total                    | Total                      | Total                    | Total                    | 16 090       | 100          | 31 601      | 100         |
| Abstention               | Abstention                 | Abstention               | Abstention               | 33 276       | 67,41        | 31 601      | 64,01       |
| Inscrits / participation | Inscrits / participation   | Inscrits / participation | Inscrits / participation | 49 366       | 31,61        | 49 371      | 35,99       |

### Canton de Marseille-11
| Candidats                | Candidats                | Partis                   | Nuance                   | Premier tour | Premier tour | Second tour | Second tour |
| Candidats                | Candidats                | Partis                   | Nuance                   | Voix         | %            | Voix        | %           |
| ------------------------ | ------------------------ | ------------------------ | ------------------------ | ------------ | ------------ | ----------- | ----------- |
|                          | Audrey Garino            | PCF                      | UGE                      | 4 503        | 34,60        | 8 952       | 66,43       |
|                          | Yannick Ohanessian       | PS                       | UGE                      | 4 503        | 34,60        | 8 952       | 66,43       |
|                          | Laëtitia Bogliorio       | RN                       | RN                       | 3 279        | 25,20        | 4 524       | 33,57       |
|                          | Jean-François Luc        | RN                       | RN                       | 3 279        | 25,20        | 4 524       | 33,57       |
|                          | Philippe Berger          | Agir                     | UCD                      | 2 819        | 21,66        |             |             |
|                          | Emmanuelle Chaix         | Agir                     | UCD                      | 2 819        | 21,66        |             |             |
|                          | Bruno Cocaign            | EÉLV                     | ECO                      | 1 168        | 8,97         |             |             |
|                          | Christel Groshany        | EÉLV                     | ECO                      | 1 168        | 8,97         |             |             |
|                          | Axel Bruneau             | LFI                      | FI                       | 787          | 6,05         |             |             |
|                          | Anne-Marie Delaubier     | LFI                      | FI                       | 787          | 6,05         |             |             |
|                          | Ibrahim Ali              | POID                     | EXG                      | 282          | 2,17         |             |             |
|                          | Véronique Mazza          | POID                     | EXG                      | 282          | 2,17         |             |             |
|                          | Loïc Bonnier             | PP                       | DIV                      | 176          | 1,35         |             |             |
|                          | Anna Sinsoilliez         | PP                       | DIV                      | 176          | 1,35         |             |             |
|                          |                          |                          |                          |              |              |             |             |
| Suffrages exprimés       | Suffrages exprimés       | Suffrages exprimés       | Suffrages exprimés       | 13 014       | 96,50        | 13 476      | 92,62       |
| Votes blancs             | Votes blancs             | Votes blancs             | Votes blancs             | 315          | 2,34         | 806         | 5,54        |
| Votes nuls               | Votes nuls               | Votes nuls               | Votes nuls               | 157          | 1,16         | 268         | 1,84        |
| Total                    | Total                    | Total                    | Total                    | 13 486       | 100          | 14 550      | 100         |
| Abstention               | Abstention               | Abstention               | Abstention               | 27 142       | 66,81        | 26 087      | 64,20       |
| Inscrits / participation | Inscrits / participation | Inscrits / participation | Inscrits / participation | 40 628       | 33,19        | 40 637      | 35,80       |

### Canton de Marseille-12
| Candidats                | Candidats                | Partis                   | Nuance                   | Premier tour | Premier tour | Second tour | Second tour |
| Candidats                | Candidats                | Partis                   | Nuance                   | Voix         | %            | Voix        | %           |
| ------------------------ | ------------------------ | ------------------------ | ------------------------ | ------------ | ------------ | ----------- | ----------- |
|                          | Sabine Bernasconi        | LR                       | UCD                      | 6 672        | 36,82        | 11 589      | 61,76       |
|                          | Yves Moraine             | LR                       | UCD                      | 6 672        | 36,82        | 11 589      | 61,76       |
|                          | Anne Meilhac             | EÉLV                     | UGE                      | 4 709        | 25,99        | 7 175       | 38,24       |
|                          | Christian Pellicani      | PCF                      | UGE                      | 4 709        | 25,99        | 7 175       | 38,24       |
|                          | Clémence Parodi          | RN                       | RN                       | 4 391        | 24,23        |             |             |
|                          | Julien Tellier           | RN                       | RN                       | 4 391        | 24,23        |             |             |
|                          | Audrey Derderian         | UCE                      | ECO                      | 838          | 4,62         |             |             |
|                          | Gilles Gennatiempo       | UCE                      | ECO                      | 838          | 4,62         |             |             |
|                          | Fazia Hamiche            | ÉCO                      | ECO                      | 809          | 4,46         |             |             |
|                          | Christian Monferrini     | GE                       | ECO                      | 809          | 4,46         |             |             |
|                          | Julien Ayoun             | DIV                      | DIV                      | 700          | 3,86         |             |             |
|                          | Catherine Merveilleux    | DIV                      | DIV                      | 700          | 3,86         |             |             |
|                          |                          |                          |                          |              |              |             |             |
| Suffrages exprimés       | Suffrages exprimés       | Suffrages exprimés       | Suffrages exprimés       | 18 119       | 96,42        | 18 764      | 92,51       |
| Votes blancs             | Votes blancs             | Votes blancs             | Votes blancs             | 361          | 1,92         | 1 060       | 5,23        |
| Votes nuls               | Votes nuls               | Votes nuls               | Votes nuls               | 311          | 1,66         | 459         | 2,26        |
| Total                    | Total                    | Total                    | Total                    | 18 791       | 100          | 20 283      | 100         |
| Abstention               | Abstention               | Abstention               | Abstention               | 31 905       | 62,93        | 30 423      | 60,00       |
| Inscrits / participation | Inscrits / participation | Inscrits / participation | Inscrits / participation | 50 696       | 35,74        | 50 706      | 40,00       |

### Canton de Martigues
| Candidats                | Candidats                | Partis                   | Nuance                   | Premier tour | Premier tour | Second tour | Second tour |
| Candidats                | Candidats                | Partis                   | Nuance                   | Voix         | %            | Voix        | %           |
| ------------------------ | ------------------------ | ------------------------ | ------------------------ | ------------ | ------------ | ----------- | ----------- |
|                          | Gérard Frau              | PCF                      | COM                      | 6 682        | 44,55        | 9 642       | 62,13       |
|                          | Magali Giorgetti         | PCF                      | COM                      | 6 682        | 44,55        | 9 642       | 62,13       |
|                          | Emmanuel Fouquart        | RN                       | RN                       | 4 153        | 27,69        | 5 877       | 37,87       |
|                          | Gisèle Gonzalez          | RN                       | RN                       | 4 153        | 27,69        | 5 877       | 37,87       |
|                          | Jean-Luc Di Maria        | LR                       | UCD                      | 2 439        | 16,26        |             |             |
|                          | Virginie Pepe            | LR                       | UCD                      | 2 439        | 16,26        |             |             |
|                          | Isabelle Briere          | ÉCO                      | ECO                      | 1 725        | 11,50        |             |             |
|                          | Jean-Luc Cosme           | ÉCO                      | ECO                      | 1 725        | 11,50        |             |             |
|                          |                          |                          |                          |              |              |             |             |
| Suffrages exprimés       | Suffrages exprimés       | Suffrages exprimés       | Suffrages exprimés       | 14 999       | 96,25        | 15 519      | 94,11       |
| Votes blancs             | Votes blancs             | Votes blancs             | Votes blancs             | 360          | 2,31         | 662         | 4 01        |
| Votes nuls               | Votes nuls               | Votes nuls               | Votes nuls               | 224          | 1,44         | 310         | 1,88        |
| Total                    | Total                    | Total                    | Total                    | 15 583       | 100          | 16 491      | 100         |
| Abstention               | Abstention               | Abstention               | Abstention               | 32 239       | 67,41        | 31 331      | 65,52       |
| Inscrits / participation | Inscrits / participation | Inscrits / participation | Inscrits / participation | 47 822       | 32,59        | 47 822      | 34,48       |

### Canton de Pélissanne
| Candidats                | Candidats                | Partis                   | Nuance                   | Premier tour | Premier tour | Second tour | Second tour |
| Candidats                | Candidats                | Partis                   | Nuance                   | Voix         | %            | Voix        | %           |
| ------------------------ | ------------------------ | ------------------------ | ------------------------ | ------------ | ------------ | ----------- | ----------- |
|                          | Hélène Gente-Ceaglio     | DVG                      | DVC                      | 4 674        | 28,02        | 11 502      | 67,02       |
|                          | Jacky Gérard             | DVG                      | DVC                      | 4 674        | 28,02        | 11 502      | 67,02       |
|                          | Thao Chu                 | RN                       | RN                       | 4 165        | 24,97        | 5 661       | 32,98       |
|                          | Gilles Guérin-Talpin     | RN                       | RN                       | 4 165        | 24,97        | 5 661       | 32,98       |
|                          | Anne Reybaud             | LR                       | UCD                      | 3 287        | 19,70        |             |             |
|                          | Franck Santos            | LR                       | UCD                      | 3 287        | 19,70        |             |             |
|                          | Claude Bachman           | PCF                      | UGE                      | 2 424        | 14,53        |             |             |
|                          | Brice Le Roux            | DVG                      | UGE                      | 2 424        | 14,53        |             |             |
|                          | Nihad Ahrram             | ÉCO                      | ECO                      | 1 292        | 7,74         |             |             |
|                          | Jean-Pierre Langiu       | GE                       | ECO                      | 1 292        | 7,74         |             |             |
|                          | Nathalie Farro           | DVC                      | DVC                      | 940          | 5,04         |             |             |
|                          | Nicolas Rodet            | DVC                      | DVC                      | 940          | 5,04         |             |             |
|                          |                          |                          |                          |              |              |             |             |
| Suffrages exprimés       | Suffrages exprimés       | Suffrages exprimés       | Suffrages exprimés       | 16 682       | 96,43        | 17 163      | 94,50       |
| Votes blancs             | Votes blancs             | Votes blancs             | Votes blancs             | 426          | 2,46         | 747         | 4,11        |
| Votes nuls               | Votes nuls               | Votes nuls               | Votes nuls               | 192          | 1,11         | 251         | 1,38        |
| Total                    | Total                    | Total                    | Total                    | 17 300       | 100          | 18 161      | 100         |
| Abstention               | Abstention               | Abstention               | Abstention               | 31 384       | 64,46        | 30 526      | 62,70       |
| Inscrits / participation | Inscrits / participation | Inscrits / participation | Inscrits / participation | 48 684       | 35,54        | 48 687      | 37,30       |

### Canton de Salon-de-Provence-1
| Candidats                | Candidats                | Partis                   | Nuance                   | Premier tour | Premier tour | Second tour | Second tour |
| Candidats                | Candidats                | Partis                   | Nuance                   | Voix         | %            | Voix        | %           |
| ------------------------ | ------------------------ | ------------------------ | ------------------------ | ------------ | ------------ | ----------- | ----------- |
|                          | Marie-Pierre Callet      | LR                       | UCD                      | 8 281        | 46,01        | 12 017      | 64,72       |
|                          | Henri Pons               | UDI                      | UCD                      | 8 281        | 46,01        | 12 017      | 64,72       |
|                          | Romain Baubry            | RN                       | RN                       | 5 916        | 32,87        | 6 550       | 35,28       |
|                          | Laetitia Occhiminuti     | RN                       | RN                       | 5 916        | 32,87        | 6 550       | 35,28       |
|                          | Aristide Gomis           | G.s                      | UGE                      | 3 802        | 21,12        |             |             |
|                          | Isabelle Urban           | EÉLV                     | UGE                      | 3 802        | 21,12        |             |             |
|                          |                          |                          |                          |              |              |             |             |
| Suffrages exprimés       | Suffrages exprimés       | Suffrages exprimés       | Suffrages exprimés       | 17 999       | 96,19        | 18 567      | 93,63       |
| Votes blancs             | Votes blancs             | Votes blancs             | Votes blancs             | 456          | 2,44         | 849         | 4,28        |
| Votes nuls               | Votes nuls               | Votes nuls               | Votes nuls               | 257          | 1,37         | 414         | 2,09        |
| Total                    | Total                    | Total                    | Total                    | 18 712       | 100          | 19 830      | 100         |
| Abstention               | Abstention               | Abstention               | Abstention               | 33 565       | 64,21        | 32 462      | 62,08       |
| Inscrits / participation | Inscrits / participation | Inscrits / participation | Inscrits / participation | 52 277       | 35,79        | 52 292      | 37,92       |

### Canton de Salon-de-Provence-2
| Candidats                | Candidats                | Partis                   | Nuance                   | Premier tour | Premier tour | Second tour | Second tour |
| Candidats                | Candidats                | Partis                   | Nuance                   | Voix         | %            | Voix        | %           |
| ------------------------ | ------------------------ | ------------------------ | ------------------------ | ------------ | ------------ | ----------- | ----------- |
|                          | Chantal Bouet            | RN                       | RN                       | 4 602        | 30,79        | 6 578       | 41,04       |
|                          | Romain Tonussi           | RN                       | RN                       | 4 602        | 30,79        | 6 578       | 41,04       |
|                          | Martine Amselem          | DVG                      | DVG                      | 4 014        | 26,85        | 9 450       | 58,96       |
|                          | Yves Vidal               | PRG                      | DVG                      | 4 014        | 26,85        | 9 450       | 58,96       |
|                          | Marylene Bonfillon       | LR                       | UD                       | 3 846        | 25,73        |             |             |
|                          | David Ytier              | LR                       | UD                       | 3 846        | 25,73        |             |             |
|                          | Clément Acar             | PS                       | UGE                      | 1 688        | 11,29        |             |             |
|                          | Hélène Haensler          | EÉLV                     | UGE                      | 1 688        | 11,29        |             |             |
|                          | Robin Matta              | PCF                      | COM                      | 614          | 4,11         |             |             |
|                          | Stéphanie Mbumba-Matuta  | PCF                      | COM                      | 614          | 4,11         |             |             |
|                          | Patrick Dupuy            | DIV                      | DIV                      | 184          | 1,23         |             |             |
|                          | Sophie Simon             | DIV                      | DIV                      | 184          | 1,23         |             |             |
|                          |                          |                          |                          |              |              |             |             |
| Suffrages exprimés       | Suffrages exprimés       | Suffrages exprimés       | Suffrages exprimés       | 14 948       | 95,72        | 16 028      | 94,46       |
| Votes blancs             | Votes blancs             | Votes blancs             | Votes blancs             | 386          | 2,47         | 572         | 3,37        |
| Votes nuls               | Votes nuls               | Votes nuls               | Votes nuls               | 283          | 1,81         | 368         | 2,17        |
| Total                    | Total                    | Total                    | Total                    | 15 617       | 100          | 16 968      | 100         |
| Abstention               | Abstention               | Abstention               | Abstention               | 33 560       | 68,24        | 32 223      | 65,51       |
| Inscrits / participation | Inscrits / participation | Inscrits / participation | Inscrits / participation | 49 177       | 31,76        | 49 191      | 34,49       |

### Canton de Trets
| Candidats                | Candidats                    | Partis                   | Nuance                   | Premier tour | Premier tour | Second tour | Second tour |
| Candidats                | Candidats                    | Partis                   | Nuance                   | Voix         | %            | Voix        | %           |
| ------------------------ | ---------------------------- | ------------------------ | ------------------------ | ------------ | ------------ | ----------- | ----------- |
|                          | Béatrice Bonfillon-Chiavassa | LR                       | UCD                      | 7 812        | 39,12        | 14 193      | 69,12       |
|                          | Arnaud Mercier               | LR                       | UCD                      | 7 812        | 39,12        | 14 193      | 69,12       |
|                          | Emmy Font                    | RN                       | RN                       | 5 580        | 27,94        | 6 341       | 30,88       |
|                          | Jean-Pierre Renard           | RN                       | RN                       | 5 580        | 27,94        | 6 341       | 30,88       |
|                          | Evelyne Coursol              | DVG                      | UGE                      | 3 360        | 16,83        |             |             |
|                          | Marc Pena                    | PS                       | UGE                      | 3 360        | 16,83        |             |             |
|                          | Stéphanie Fayolle            | ÉCO                      | ECO                      | 2 493        | 12,48        |             |             |
|                          | Alexandre Raoux              | ÉCO                      | ECO                      | 2 493        | 12,48        |             |             |
|                          | Frédéric Espi                | LFI                      | FI                       | 723          | 3,62         |             |             |
|                          | Nelly Luksenberg             | LFI                      | FI                       | 723          | 3,62         |             |             |
|                          |                              |                          |                          |              |              |             |             |
| Suffrages exprimés       | Suffrages exprimés           | Suffrages exprimés       | Suffrages exprimés       | 19 968       | 95,67        | 20 534      | 93,60       |
| Votes blancs             | Votes blancs                 | Votes blancs             | Votes blancs             | 575          | 2,76         | 1 032       | 4,70        |
| Votes nuls               | Votes nuls                   | Votes nuls               | Votes nuls               | 328          | 1,57         | 371         | 1,69        |
| Total                    | Total                        | Total                    | Total                    | 20 871       | 100          | 21 937      | 100         |
| Abstention               | Abstention                   | Abstention               | Abstention               | 37 148       | 64,03        | 36 091      | 62,20       |
| Inscrits / participation | Inscrits / participation     | Inscrits / participation | Inscrits / participation | 58 019       | 35,97        | 58 028      | 37,80       |

### Canton de Vitrolles
| Candidats                | Candidats                | Partis                   | Nuance                   | Premier tour | Premier tour | Second tour | Second tour |
| Candidats                | Candidats                | Partis                   | Nuance                   | Voix         | %            | Voix        | %           |
| ------------------------ | ------------------------ | ------------------------ | ------------------------ | ------------ | ------------ | ----------- | ----------- |
|                          | Richard Mallié           | LR                       | UCD                      | 5 661        | 35,44        | 10 692      | 63,64       |
|                          | Amapola Ventron          | GÉ                       | UCD                      | 5 661        | 35,44        | 10 692      | 63,64       |
|                          | Laurence Lamarque        | RN                       | RN                       | 5 017        | 31,41        | 6 109       | 36,36       |
|                          | Philippe Sanchez         | RN                       | RN                       | 5 017        | 31,41        | 6 109       | 36,36       |
|                          | Carmen Avila             | G.s                      | UGE                      | 4 467        | 27,96        |             |             |
|                          | Loïc Gachon              | PS                       | UGE                      | 4 467        | 27,96        |             |             |
|                          | Nicolas Liguoro          | PP                       | DIV                      | 829          | 5,19         |             |             |
|                          | Camille Thomassin        | PP                       | DIV                      | 829          | 5,19         |             |             |
|                          |                          |                          |                          |              |              |             |             |
| Suffrages exprimés       | Suffrages exprimés       | Suffrages exprimés       | Suffrages exprimés       | 15 974       | 96,95        | 16 801      | 94,88       |
| Votes blancs             | Votes blancs             | Votes blancs             | Votes blancs             | 325          | 1,97         | 624         | 3,52        |
| Votes nuls               | Votes nuls               | Votes nuls               | Votes nuls               | 178          | 1,08         | 283         | 1,60        |
| Total                    | Total                    | Total                    | Total                    | 16 477       | 100          | 17 708      | 100         |
| Abstention               | Abstention               | Abstention               | Abstention               | 33 148       | 66,80        | 31 934      | 64,33       |
| Inscrits / participation | Inscrits / participation | Inscrits / participation | Inscrits / participation | 49 625       | 33,20        | 49 642      | 35,67       |